# Veronika Dzhioeva
Veronika Romanovna Dzhioeva (en osetio: Джиоты Романы чызг Вероникæ) es una cantante de ópera  de Osetia del Sur.

## Biografía
Dzhioeva nació en Tsjinvali, Osetia del Sur. Desde los 13 años actuó en conciertos en solitario como bailarina, pero su verdadero sueño era convertirse en cantante. Terminó su formación en Vladikavkaz College en el año 2000 y cinco años después se graduó en el Conservatorio de San Petersburgo. Posteriormente asistió a clases magistrales con Yelena Obraztsova, Joan Sutherland y Luciano Pavarotti. Desde 2006 trabaja en el Teatro de Ópera y Ballet de Novosibirsk y desde 2010 es solista invitada del Teatro Bolshói.

## Carrera
En 2006, interpretó una parte de Cosi fan tutte de Mozart mientras desempeñaba el papel de Fiordiligi en la Casa Internacional de la Música de Moscú y luego cantó la Gran Misa en el Conservatorio de Moscú. Durante el mismo año apareció como la princesa Urusova en Feodosia Morozova de Shchedrin y luego en 2007 como Zemfira en Aleko de Serguéi Rajmáninov junto con la Orquesta Nacional de Rusia y su director Mijaíl Pletniov. El mismo año interpretó el Réquiem de Giuseppe Verdi y la Sinfonía nº 2 de Gustav Mahler en el mismo lugar. En 2008 cantó como Mimi en La Boheme en el Conservatorio de Moscú y luego regresó a la actuación de Réquiem representada en San Petersburgo. En 2007 y 2009, respectivamente, interpretó Flight of Time de Tishchenko en la Filarmónica de San Petersburgo y luego actuó como Thais en la ópera del mismo nombre en Estonia y como Micaela en Carmen en Seúl, Corea del Sur.
En 2010, se unió a la Filarmónica de Novosibirsk interpretando Four Last Songs bajo la dirección de Alim Shakhmametev. Posteriormente se incorporó al Teatro Mariinski. También es una artista habitual en el Festival Internacional de Arte Contemporáneo.
De enero a febrero de 2013, interpretó el papel de Donna Elvira en Don Giovanni, representada en el escenario del Wortham Theatre Center y la Houston Grand Opera. Luego se trasladó junto con la obra a Vermont donde interpretó el mismo papel en noviembre de ese año y un año después actuó como Elizabeth en una tercera producción de Don Carlos.

## Premios
En 2009 ganó el premio Paradise por su interpretación de Lady Macbeth. En 2010, ganó el premio EURO Pragensis Ars de la República Checa y el siguiente año recibió el premio Grand Prix de la competencia Channel One Russia Grand Opera. Además también ganó los premios Golden Mask y Golden Sofit.
En 2015, ella y Marat Gatsalov fueron nominados nuevamente al premio Golden Mask. En 2017 recibió una nominación al Premio Nacional de Música de Rusia como "Mejor Vocalista de Música Clásica".